# Oncocnemis cibalis
Oncocnemis cibalis är en fjärilsart som beskrevs av Augustus Radcliffe Grote 1880. Oncocnemis cibalis ingår i släktet Oncocnemis och familjen nattflyn. Inga underarter finns listade i Catalogue of Life.